# Anna Franziska Jäger
Anna Franziska Jäger (Brussel, 4 december 1996) is een Belgische theater- en filmactrice. 

## Biografie
Jäger, dochter van Gerhard Jäger en Anne Teresa De Keersmaeker, is afgestudeerd in drama aan de Koninklijke Academie voor Schone Kunsten van Gent. 
Ze debuteerde als actrice in 2009 in de langspeelfilm My Queen Karo van Dorothée Van Den Berghe. Van Den Berghe ontdekte Jäger in een winkel bij haar in de buurt. Hierin vertolkte ze de hoofdrol van de tienjarige Karo, een jong meisje dat leeft in een Amsterdams kraakpand. Haar debuut leverde haar in september 2010 op het Filmfestival Oostende de Ensor voor beste actrice 2010 op, een prijs die ze deelde met een andere jeugdactrice, Kimke Desart voor haar rol in Lost Persons Area.
Nadien volgden nog rollen in meerdere kortfilms en televisieseries, en een hoofdrol in Cleo van Eva Cools uit 2019. Hierin speelde ze de rol van een zeventienjarige, die een auto-ongeval overleeft waarin haar ouders omkomen. Voor deze prestatie kreeg ze de Do Rising Star Award prijs op het Filmfestival van Rome.
In het theater speelde ze in 2013 mee met Love Songs (veldeke) in een productie van FABULEUS. Samen met Timo Sterckx bracht ze in 2019 Toverberg, een stuk naar de roman van Thomas Mann, in productie van Compagnie DeSnor en in een creatie van onder meer Louis Janssens en Ferre Marnef. In hetzelfde jaar speelde ze met Nathan Ooms Some things last a long time, een productie van CAMPO en KASK Gent. In 2020 bracht ze op Theater Aan Zee in het kader van Jong Theater een solo in het project Ne mosquito pas, met Simon Van Schuylenbergh als host van het gebeuren, een formule die ook in de twee volgende jaren werd hernomen. In 2021 speelden Nathan Ooms en zij in Ambient Theatre Fury en stond ze terug op het podium van TAZ met de monoloog Bartlebabe in een productie van CAMPO en KASK Gent.